# Kanał Przemysłowy w Gdyni
Kanał Przemysłowy w Gdyni – nieukończony kanał wodny na terenie Gdyni, mający połączyć port z planowanym obszarem przemysłowym w dolinie Chylonki.
W związku z szybkim tempem budowy portu w Gdyni niektóre zakłady przemysłowe, jak np. łuszczarnia ryżu i olejarnia, powstały bezpośrednio przy basenach portowych zajmując długie odcinki nabrzeży. Przy dalszej rozbudowie portu zaplanowano teren dedykowany przemysłowi z dostępem do akwatorium portowego przez kanał. Miał tu się znaleźć przemysł okrętowy oraz przetwórczy surowców krajowych przeznaczonych na eksport, jak i surowców zagranicznych importowanych na potrzeby krajowe lub reeksport.
Kanał stanowił przedłużenie głównego  kanału portowego. W pierwszej kolejności planowano wybudować odcinek o długości 600 m. Połączenie drogowe z Obłużem i Kępą Oksywską miało być zapewnione przez „Aleję Leszczynek”- nową arterię komunikacyjną poprowadzoną na nasypie i wiaduktach nad torami kolejowymi oraz mostem zwodzonym nad kanałem. Kanał miał mieć docelową szerokość 120 m i głębokość 11 m. W miarę potrzeb miał być wydłużany w stronę Rumi i Redy, a docelowo planowano połączenie go z Wewnętrzną Zatoką Pucką w rejonie ujścia rzeki Redy. Jego długość wyniosłaby wtedy ok. 16 km. Rozważano także budowę kanału żeglugowego do Bydgoszczy.
Budowę rozpoczęto wiosną 1938 r. dzięki dotacji z Funduszu Pracy. Do marca 1939 r. wykonano kanał o szerokości 60 m, głębokości 5 m i długości 300 m oraz nasypy pod planowaną drogę. Budowę przerwał wybuch II wojny światowej. Po jej zakończeniu nie podjęto już prac nad dokończeniem kanału. Obecnie w miejscu wykopanego fragmentu kanału znajduje się basen Bałtyckiego Terminalu Kontenerowego.